# Denkmal für die Armee der Anden

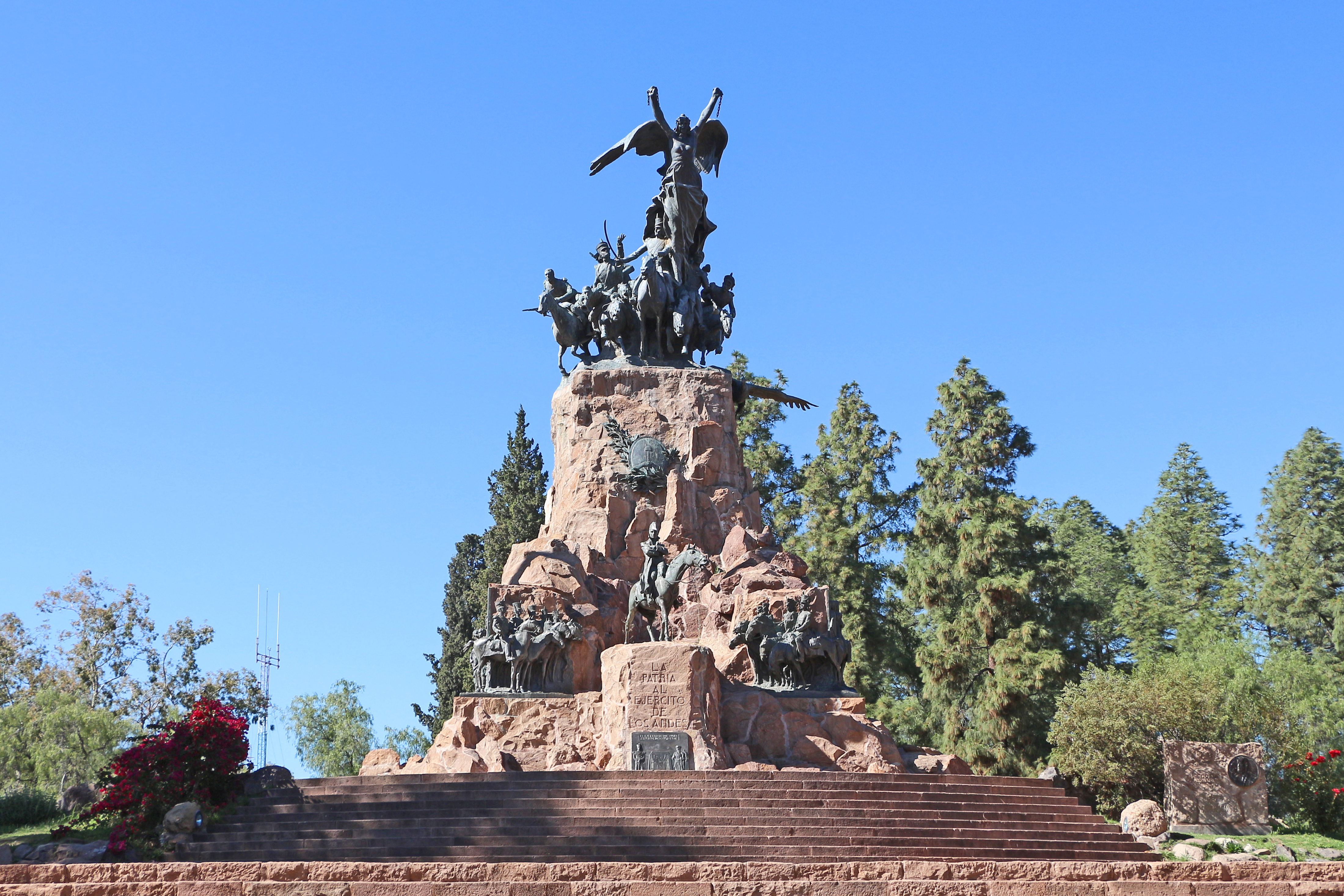
Denkmal

Das Denkmal für die Armee der Anden (Spanisch: Monumento al Ejército de Los Andes) befindet sich auf dem Cerro de la Gloria im Parque General San Martín in der argentinischen Stadt Mendoza. Es wurde anlässlich der Feierlichkeiten zum 100. Jahrestag der Mai-Revolution und der Überquerung der Anden durch die Andenarmee errichtet.
Der Entwurf des uruguayischen Bildhauers Juan Manuel Ferrari, der auch den Standort auswählte, gewann den von der Nationalregierung initiierten Wettbewerb zur Errichtung einer Gedenkstätte zur Unabhängigkeit Argentiniens. Am 19. Januar 1912, dem Jahrestag des Beginns der Andenüberquerung, erfolgte die Grundsteinlegung und am 12. Februar 1914 wurde das Denkmal eingeweiht.
Das auf einem abgestuften rechteckigen Sockel aus Stein stehende Ensemble aus Statuen und Reliefs besteht aus Bronze, deren Guss aus dem nationalen Waffenbestand erfolgte.
Beidseits der Reiterstatue des Generals José de San Martín befinden sich Reliefs der berittenen Grenadiere. An den Seiten und auf der Rückseite befinden sich drei Friese, die von der Aufstellung der Armee erzählen. Weiter oben sind an der Nordwand der argentinische Schild, an der Westwand der chilenische Schild und an der Ostwand der peruanische Schild angebracht. Oben thront das Symbol der Freiheit (eine Frau mit zerbrochenen Ketten in den Händen), umgeben von einer Gruppe berittener Grenadiere und einem fliegenden Kondor, dem Symbol der Anden. Das Denkmal erreicht an seinem höchsten Punkt eine Höhe von 16 Metern.
Im Jahr 1939 gestaltete der Architekt Daniel Ramos Correa, der damals Direktor des Parque General San Martín war, die Umgebung des Denkmals um. Er entfernte die Balustraden und einen auf einer Seite befindlichen Turm und ersetzte die Rampe durch eine breite Treppe.
Das Denkmal ist ein Nationales Historisches Monument Argentiniens.